# 指導者の条件
『指導者の条件』（しどうしゃのじょうけん）は、松下幸之助の著書。2012年2月時点で96万部を超えるベストセラー。

## 概要
1975年12月1日にPHP研究所から出版。真に優れた指導者が優れた組織と人をつくるとして、自らの経営者としての体験を基に古今東西の政治家や武将や経営者などの例を引きながら、102か条の指導者の心得を説いている。
この書籍というのは、松下幸之助自身が自らの姿勢を正すために著して、常に座右に置いていたというものであった。野田一夫はこの書籍については、係長や課長や部長や社長などの長がつくリーダーであり指導者である人物の必読書であると評する。この書籍では人生を全うした偉大な指導者から学べ、自分だけの道を見つけられ、一番の方法を教えてくれると評する。
松下幸之助はこの書籍に書かれた全てについて完璧であるということは、神様でもない限り不可能と言ってもいいとして、松下自身もこれを書きながらいかに自身が実行できていないかということを改めて実感していた。松下はある項目は多くできているのに対してある項目は少ないというふうに程度の差はあっても、102項目の全てにおいて多少とも考えて実行できていなければならないとする。ある項目で全くゼロの人がいるならば、その人は他の項目で優れていようとも指導者としての資質は無いとする。
1989年1月には『指導者の条件』の文庫版が出版される。この文庫版の出版にあたって松下は、本書を自らの座右の書として折に触れて読み返して自分を正す資としてきたのであるが、読むたびに教えられて反省させられることが多く、良き指導者への道ははるかに遠い道のりであるという思いがますます深くなるばかりであるということを述べている。